# Шикарев, Вадим Юрьевич
Вадим Юрьевич Шикарев (15 ноября 1968, Самарканд — 28 ноября 2000 или февраль 2001, Алма-Ата) — советский и казахстанский стрелок из лука. Участник летних Олимпийских игр 1992, 1996 и 2000 годов. Чемпион мира 1989 года, серебряный призёр чемпионата мира 1991 года, бронзовый призёр чемпионата мира в помещении 1990 года, двукратный чемпион Европы 1988 и 1990 годов, бронзовый призёр летних Азиатских игр 1994 года.

## Биография
Вадим Шикарев родился 15 мая 1968 года в городе Самарканд Узбекской ССР (сейчас Узбекистан).
Начал заниматься стрельбой из лука в 14-летнем возрасте. Выступал в соревнованиях за «Динамо». Тренировался в Душанбе под началом Александра Кириллова.
В 1987—1991 годах выступал за сборную СССР. 
Дважды выигрывал медали чемпионата мира по стрельбе из лука: золото в 1989 году в Лозанне в командном турнире, серебро в 1991 году в Кракове в индивидуальном турнире. В 1990 году завоевал бронзу индивидуального турнира чемпионата мира в помещении в Оулу. В 1989 году в составе сборной СССР стал рекордсменом мира.
Дважды становился чемпионом Европы в командных соревнованиях: в 1988 году в Люксембурге и в 1990 году в Барселоне.
В 1992 году вошёл в состав Объединённой команды на летних Олимпийских играх в Барселоне. В индивидуальном турнире занял 7-е место. Став вторым в квалификации, в 1/16 финала победил Бруно Фелипе из Франции — 103:102, в 1/8 финала Гранта Гринхэма из Австралии — 102:94, в четвертьфинале проиграл Мартинусу Грову из Норвегии — 104:109. В командном турнире Объединённая команда, за которую также выступали Владимир Ешеев и Станислав Забродский, заняла 8-е место. Заняв в квалификации 2-е место, в 1/8 финала она победила Индию — 241:220, в четвертьфинале уступила Испании — 229:238. В ходе соревнований четырежды устанавливал олимпийские рекорды: в индивидуальном турнире 356 очков с 30 метров и 318 очков с 90 метров, в командном турнире в составе Объединённой команды 1054 очка с 30 метров, 927 очков с 90 метров.
После распада СССР из-за начавшейся в Таджикистане гражданской войны перебрался в Казахстан и стал выступать за него.
В 1994 году завоевал бронзовую медаль летних Азиатских игр в Хиросиме в командных соревнованиях. В том же году установил мировой рекорд на Гран-при Европы в Германии.
В 1996 году вошёл в состав сборной Казахстана на летних Олимпийских играх в Атланте. В индивидуальном турнире занял 30-е место. Став в квалификации четвёртым, в 1/32 финала победил Окьяя Кюджюкайялара из Турции — 166:144, в 1/16 финала проиграл Андресу Анчондо из Мексики — 154:156. В командном турнире сборная Казахстана, за которую также выступали Сергей Мартынов и Виталий Шин, заняла 13-е место. Став в квалификации 12-й, в 1/8 финала она проиграла Швеции — 239:247.
В 2000 году вошёл в состав сборной Казахстана на летних Олимпийских играх в Сиднее. В индивидуальном турнире занял 10-е место. Став в квалификации 23-м, в 1/32 финала победил Маттиаса Эрикссона из Швеции — 158:156, в 1/16 финала Нико Хендрикса из Бельгии — 154:151, в 1/8 финала проиграл Вику Вундерле из США — 166:171. В командном турнире сборная Казахстана, за которую также выступали Станислав Забродский и Александр Ли, заняла 7-е место. Став в квалификации третьей, она в 1/8 финала победила Норвегию — 246:241, в четвертьфинале проиграла Италии — 244:249.
Мастер спорта СССР международного класса.
Трагически погиб 28 ноября 2000 года в казахстанском городе Алма-Ата (по другим данным, в феврале 2001 года).

## Память
В Казахстане ежегодно проводится международный турнир по стрельбе из лука памяти Вадима Шикарева.